# Janis Martin (śpiewaczka)
Janis Martin (ur. 16 sierpnia 1939 w Sacramento, zm. 14 grudnia 2014 w San Antonio w Teksasie) – amerykańska śpiewaczka operowa, sopran.

## Życiorys
Studiowała w Nowym Jorku, jako śpiewaczka operowa zadebiutowała w 1960 roku w San Francisco rolą Teresy w Lunatyczce. W 1962 roku wygrała konkurs radiowy organizowany przez Metropolitan Opera i wystąpiła z New York City Opera jako Mrs. Grose w The Turn of the Screw Benjamina Brittena. W tym samym roku debiutowała też w Metropolitan Opera jako Flora w Traviacie. Początkowo występowała w drugorzędnych rolach, następnie wyjechała do Europy, gdzie śpiewała w La Scali, Covent Garden Theatre, Opéra de Paris i Operze Wiedeńskiej. Zdobyła sobie popularność jako odtwórczyni ról wagnerowskich: Senta w Holendrze tułaczu, Wenus w Tannhäuserze, Zyglinda w Walkirii, Brangena w Tristanie i Izoldzie, Ewa w Śpiewakach norymberskich, Kundry w Parsifalu. W 1968 roku wystąpiła na festiwalu w Bayreuth. Śpiewała też partie Hrabiny i Cherubina w Weselu Figara, Donny Elviry w Don Giovannim, Oktawiania w Kawalerze srebrnej róży, Kompozytora w Ariadnie na Naksos, Maryny w Borysie Godunowie, Marii w Wozzecku (tą ostatnią debiutowała w 1973 roku w Covent Garden Theatre w Londynie). Od 1971 do 1988 roku związana była z berlińską Deutsche Oper.
Jej mężem był niemiecki dyrygent Gerhard Hellwig.